# Franco Baresi
Franco Baresi (Travagliato, 8. svibnja 1960.) talijanski je nogometaš. 
Smatra se jednim od najboljih obrambenih igrača u povijesti nogometa. Njegov stariji brat Giussepe Baresi, želio ga je dovesti u Inter da zajedno igraju, ali čelnici kluba nisu to odobrili. Tako je otišao u Milan, gdje je primljen i u kojem je igrao cijelu karijeru. U 629 utakmica za Milan postigao je 31 gol (531 utakmica u talijanskom prvenstvu). S klubom osvojio je 6 naslova prvaka Italije i 3 Kupa prvaka Europe. Bio je dio odlične obrane Milana, kojoj su s njime igrali Paolo Maldini, Alessandro Costacurta i Mauro Tassoti. Maldiniju, svom osam godina mlađem suigraču, je puno pomogao postići veliku karijeru. Za klub je igrao do 37. godine života, 1997. godine. Njegov broj 6 umirovljen je i više ga nitko ne nosi u Milanu, što je rijetkost u talijanskim klubovima.
Bio je član reprezentacije Italije koja je osvojila Svjetsko prvenstvo 1982., ali sve utakmice bio je na klupi, tada s 22 godine. U to vrijeme na njegovom mjestu,igrao je Gaetano Scirea pa je rijetko igrao sve do 1986., kada je Scirea prestao nastupati za reprezentaciju. Kasnije je Scirea poginuo u prometnoj nesreći s 36 godina.
Igrao je na Svjetskom prvenstvu u Italiji 1990., kada je Italija završila na 3. mjestu i na Svjetskom nogometnom prvenstvu u SAD-u 1994., kada su bili 2. Tada se ozlijedio u utakmici u skupini i oporavio se nakon hitne operacije te zaigrao u finalu protiv Brazila, koje je Italija izgubila na jedanaesterce. Na toj utakmici odlično je čuvao Romárija, koji je izjavio da mu ni na jednoj utakmici nije bilo teže doći u priliku za gol. Baresi i Roberto Baggio promašili su jedanaesterce i Brazil je pobijedio.
Igrao je Olimpijskim igrama 1984., kada je Italija bila 4.
Kratko je bio nogometni direktor u engleskom klubu Fulhamu pa je nakon toga bio trener mladih ekipa Milana.
Povodom 100. godina FIFE 2004., Pelé je sastavio popis 100 najboljih nogometaša na kojem se nalazi i Franco Baresi.